# NGC 5694
Az NGC 5694 (más néven Caldwell 66) egy gömbhalmaz a Hydra (Hydra) csillagképben.

## Felfedezése
Az NGC 5694 gömbhalmazt William Herschel fedezte fel 1784. május 22-én.